# ムヒタル・マヌキャン
ムヒタル・マヌキャン（Mkhitar Manukyan、1973年3月20日 - ）は、カザフスタンのレスリング選手。アルメニアのギュムリ出身。アルメニア代表として競技していたこともあった。2004年アテネオリンピックのレスリング・グレコローマンスタイル66kg級の銅メダリストである。

## 実績
- オリンピック
  - 2004年アテネオリンピック　銅メダル
- 世界選手権
  - 優勝　1998、1999年
  - 3位　1993、1995年
- ヨーロッパ選手権
  - 3位　1996年
- アジア大会
  - 2位　1998年
- アジア選手権
  - 優勝　1997、1999年